# Receptor insulinu sličnog faktora rasta 1
Receptor insulinu sličnog faktora rasta 1 je protein koji je prisutan na površini ljudskih ćelija. On je transmembranski receptor koji se aktivira IGF-1 hormonom (insulinu sličan faktor rasta 1) i srodnim hormonom IGF-2. On pripada velikoj klasi tirozinsko kinaznih receptora. Ovaj receptor posreduje dejstvo IGF-1, koji je polipeptidni proteinski hormon sličan insulinu. IGF-1 utiče na razviće i nastavlja da vrši anaboličko dejstvo kod odraslih. On može da indukuje hipertroifju skeletalnih mišića i drugih ciljnih tkiva. Miševi bez IGF-1 receptora umiru u kasnijem periodu razvića, i manifestuju dramatičnu redukcu telesne mase, što potvrđuje jak uticaj ovog receptora. Miševi sa samo jednom funkcionalnom kopijom IGF1R su normalni, ali ispoljavaju ~15% umanjenje telesne mase.

## Interakcije
Receptor insulinu sličnog faktora rasta 1 formira interakcije sa SOCS3, , , , , C-src tirosinska kinaza, , Cbl genom,  proteinskim aktivatorom 1, , , , ,  i NEDD4.

## Regulacija
Postoji evidencija da je IGF1R negativno regulisan dejstvom mikroRNK .